# Oostelijke blonde tapuit
De oostelijke blonde tapuit (Oenanthe melanoleuca) is een zangvogel uit de onderfamilie Saxicolinae, vroeger (en in betrekkelijk recente veldgidsen) de kleine lijsterachtigen of lijsters en tapuiten genaamd. Deze onderfamilie is nu ondergebracht bij de familie van de vliegenvangers. De vogel wordt ook wel als ondersoort van de westelijke blonde tapuit beschouwd.

## Kenmerken
De vogel is 13,5 tot 15,5 cm lang, het is een relatief kleine tapuit met een lange staart. De soort lijkt sterk op de westelijke blonde tapuit, maar is veel lichter grijs, met veel minder okergeel. Het mannetje heeft in de broedtijd een brede, zwarte oogstreep soms doorlopend in een donkere keel, terwijl de westelijke blonde tapuit altijd een lichte keel heeft. Het vrouwtje is vrij egaal geelbruin.

## Verspreiding en leefgebied
De vogel komt voor in Zuidoost-Europa, Midden-Oosten tot in Iran en Kazachstan. Het leefgebied bestaat uit open landschap, ruig beweid gebied met her en der struiken en soms wat bomen, vaak met een stenige ondergrond. Ook in heuvelland, maar meestal lager dan 600 m boven zeeniveau. De westelijke blonde tapuit is een trekvogel die overwintert in het Sahelgebied.

## Status
Door BirdLife International wordt de soort niet als aparte soort beschouwd.